# Modes d'abandon d'urgence du vaisseau spatial Soyouz
Pour un article plus général, voir Soyouz (véhicule spatial).

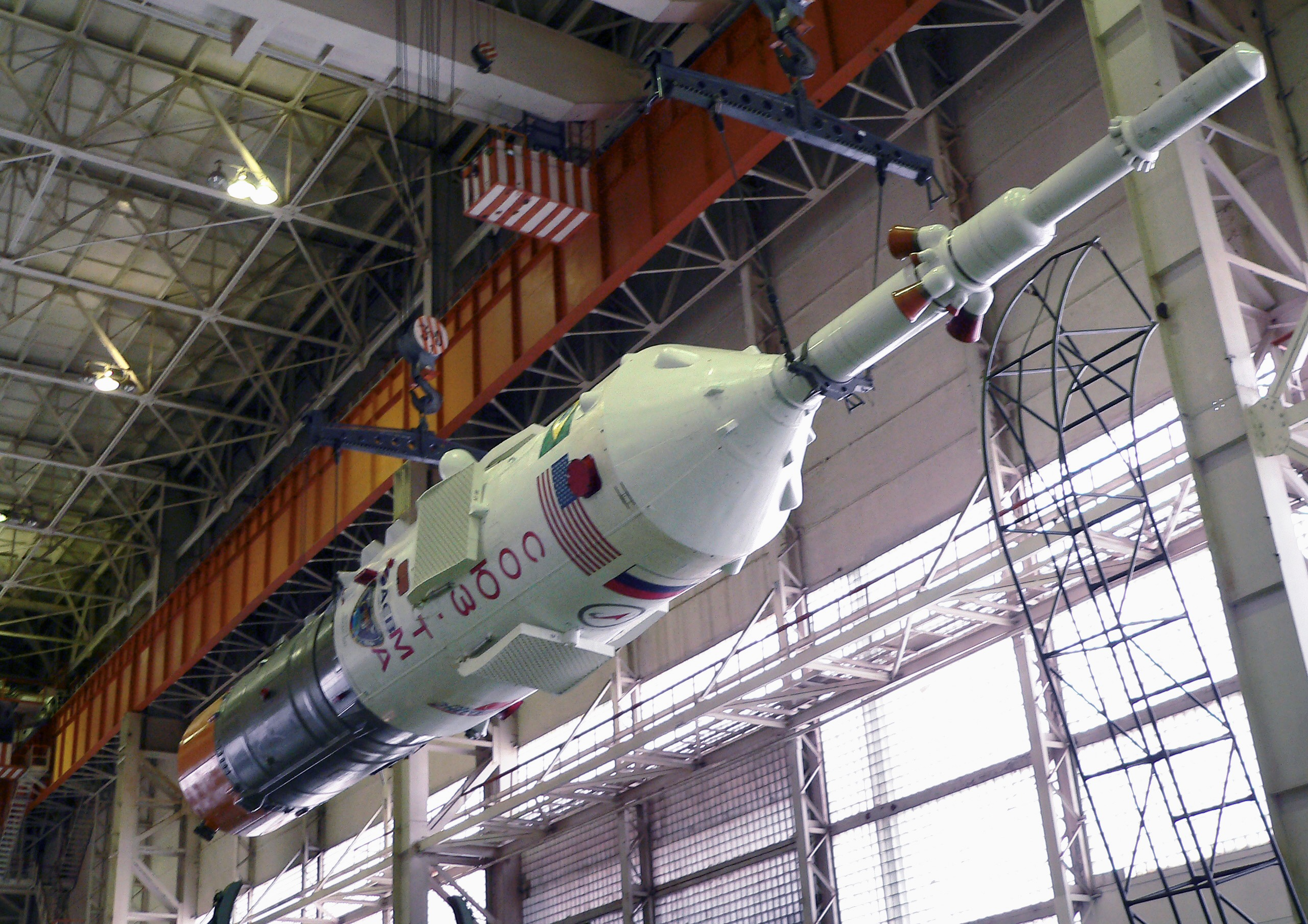
La capsule et le système de sauvetage de la mission Soyouz TMA-8 pendant son assemblage.

Dans l'éventualité d'une défaillance catastrophique, le vaisseau spatial Soyouz dispose d'une série de modes d'abandon d'urgence automatiques et semi-automatiques permettant de sauver son équipage. Les systèmes d'abandon ont été améliorés depuis les premiers vols habités et tous les scénarios d'abandon pour le Soyouz MS sont théoriquement sûrs pour l'équipage.

## Modes d'abandon au lancement
- 1 : Mise à feu de la tour de sauvetage, transportant le module orbital, le module de descente et une partie de la coiffe et les éloignant du lanceur ;
2 : Séparation du module de descente du reste de l'assemblage ;
3 : Déploiement des parachutes et largage du bouclier thermique ;
4 : Mise à feu des moteurs d'atterrissage. :

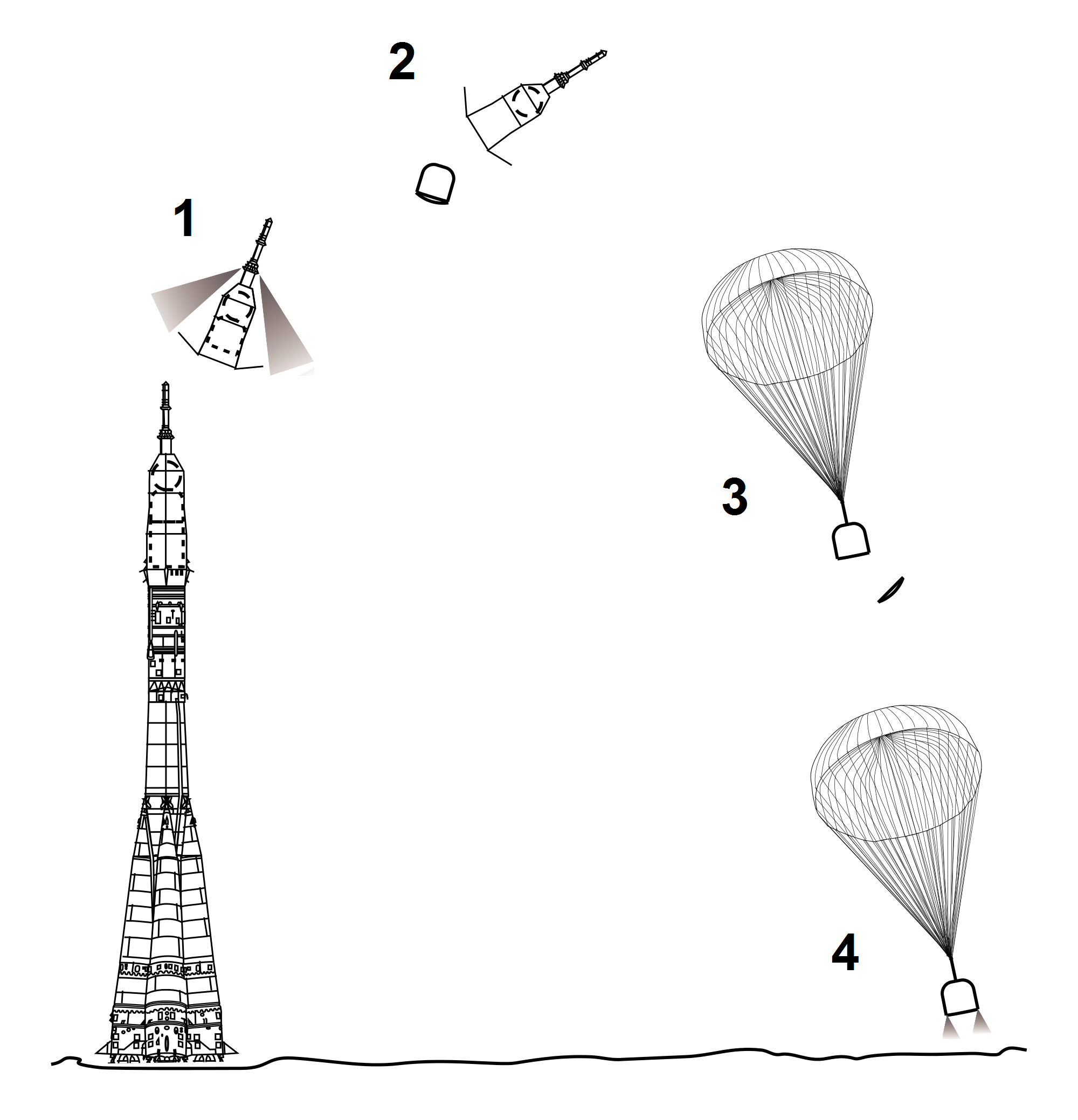
Schéma de la procédure d'abandon d'urgence de Soyouz sur le pas de tir :
.

Les systèmes de sauvetage du Soyouz (en russe : Система аварийного спасения экипажа РН « Союз ») sont particulièrement complexes à cause de la conception modulaire du véhicule ; seul le module de descente — en position centrale — du vaisseau est conçu pour survivre à une rentrée atmosphérique et, en cas d'urgence, le module orbital et le module de descente doivent être séparés correctement l'un de l'autre — parfois avec le module de service encore présent — avant le retour sur Terre, le module de descente devant également s'orienter correctement avant la phase de rentrée atmosphérique. D'autres vaisseaux soviétiques, comme le TKS, tentèrent d'employer des conceptions modulaires similaires, avec une écoutille installée à travers le bouclier thermique pour résoudre ce problème. La conception modulaire signifie également que le vaisseau Soyouz est contenu à l'intérieur d'une coiffe pendant la majeure partie de son vol, et le retrait de cette coiffe sans collision au cours d'une opération d'urgence fut une autre difficulté qui dut être prise en compte lors de la conception du vaisseau.

### Tour de séparation d'urgence largable
Le principal système d'abandon utilisé est la section supérieure d’évacuation d'urgence largable, équivalente aux tours de sauvetage des vaisseaux Apollo, mieux connue sous son abréviation russe « OGB SAS », ou juste « SAS » (en russe : САС, ou « система аварийного спасения »). Elle a été conçue par une équipe de l'OKB-1, sous la direction de Sergueï Korolev. Le système SAS principal est un moteur-fusée à propergol solide doté de plusieurs tuyères permettant de contrôler l'attitude, placé au sommet de la capsule Soyouz.
Le SAS peut être activé pour séparer le vaisseau Soyouz de son lanceur jusqu'à environ deux minutes et demie de vol. Il peut être déclenché par les ordinateurs de bord ou par des commandes radio en provenance des équipes au sol. Les ordinateurs de bord utilisent de nombreux capteurs pour détecter plusieurs défaillances potentielles, telles une séparation prématurée des étages, une perte de pression dans les chambres de combustion du ou des moteurs, et une perte du contrôle du lanceur. Une fois déclenché, des supports sont déployés pour arrimer le module de descente au module orbital jusqu'à ce que les moteurs de secours aient fini leur combustion et soient largués. Ensuite, le module de descente est séparé du reste de l'ensemble, son bouclier thermique est largué et des parachutes sont déployés.
À partir du célèbre vol Apollo-Soyouz et pour les missions suivantes, le vaisseau Soyouz a été équipé d'une deuxième grappe de quatre moteurs-fusées au sommet de la coiffe, qui peuvent éjecter la section supérieure de la fusée pendant la période entre le largage du SAS, à T + 115 s, et le largage de la coiffe, à T + 157 s (T = heure de décollage). Elles sont allumées par groupe de deux, avec un écart de 0,32 s entre chaque allumage. Comparées au SAS, ces fusées ne servent qu'à écarter la section supérieure du reste de la fusée, car à ces altitudes le module de descente dispose de suffisamment de temps pour se mettre en configuration d'atterrissage.

### Autres procédures d'abandon
Sur les premiers modèles de Soyouz, il existait deux modes d'abandon disponibles entre le moment du largage de la tour de sauvetage et l'arrivée en orbite. Le premier faisait appel à la séparation des seuls deux modules supérieurs et à une descente contrôlée, et pouvait être initié avant environ T + 522 s. L'autre mode ne pouvait être activé qu'après T + 522 s et séparait les trois modules, le module de descente devant alors subir une rentrée balistique.
Contrairement à la navette spatiale américaine ou au vaisseau Apollo, le Soyouz ne peut pas effectuer d'abandon avec mise en orbite — mode désigné « ATO » pour la navette spatiale —, car son troisième étage ne possède qu'un moteur et ne dispose pas du carburant nécessaire pour permettre à la capsule d'atteindre l'orbite si l'un des étages précédents a manqué de poussée.

## Fiabilité

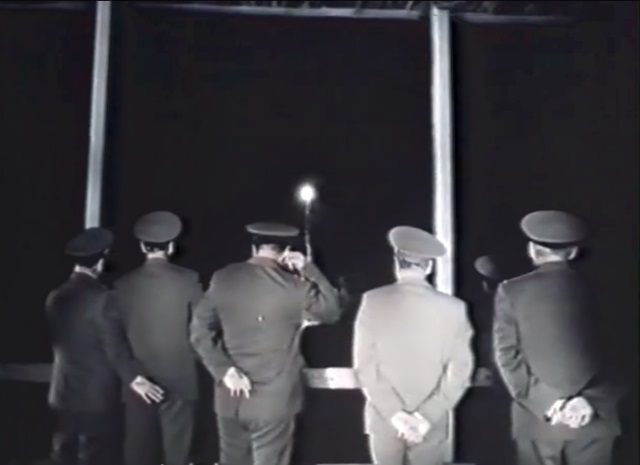
L'éjection du vaisseau Soyouz, lors de la mission.

Une analyse globale de la fiabilité de la capsule Soyouz avait été publiée pendant les années précédant la mise à la retraite de la navette spatiale, en 2010, par des personnes du Centre spatial Lyndon B. Johnson et de l'ARES Corporation. Le rapport concluait que la version contemporaine du Soyouz n'avait pas effectué assez de vols pour mesurer avec précision la probabilité d'une perte en mission, mais que l'historique général du programme démontrait que le Soyouz s'était montré globalement aussi fiable que les systèmes contemporains et que, si les chiffres pouvaient être améliorés, cela n'était toutefois pas réalisable avec la technologie du moment
.
À la suite d'une défaillance dans la chambre de combustion centrale de la tour de sauvetage, lors de son largage normal au cours du lancement Soyouz TMA-15 de 2009, des officiels de la NASA et des organismes russes — incluant le TsNIIMash — firent part de leur inquiétude au sujet des contrôles qualité et de la fiabilité des systèmes d'urgence du Soyouz.

## Historique des abandons des vols Soyouz

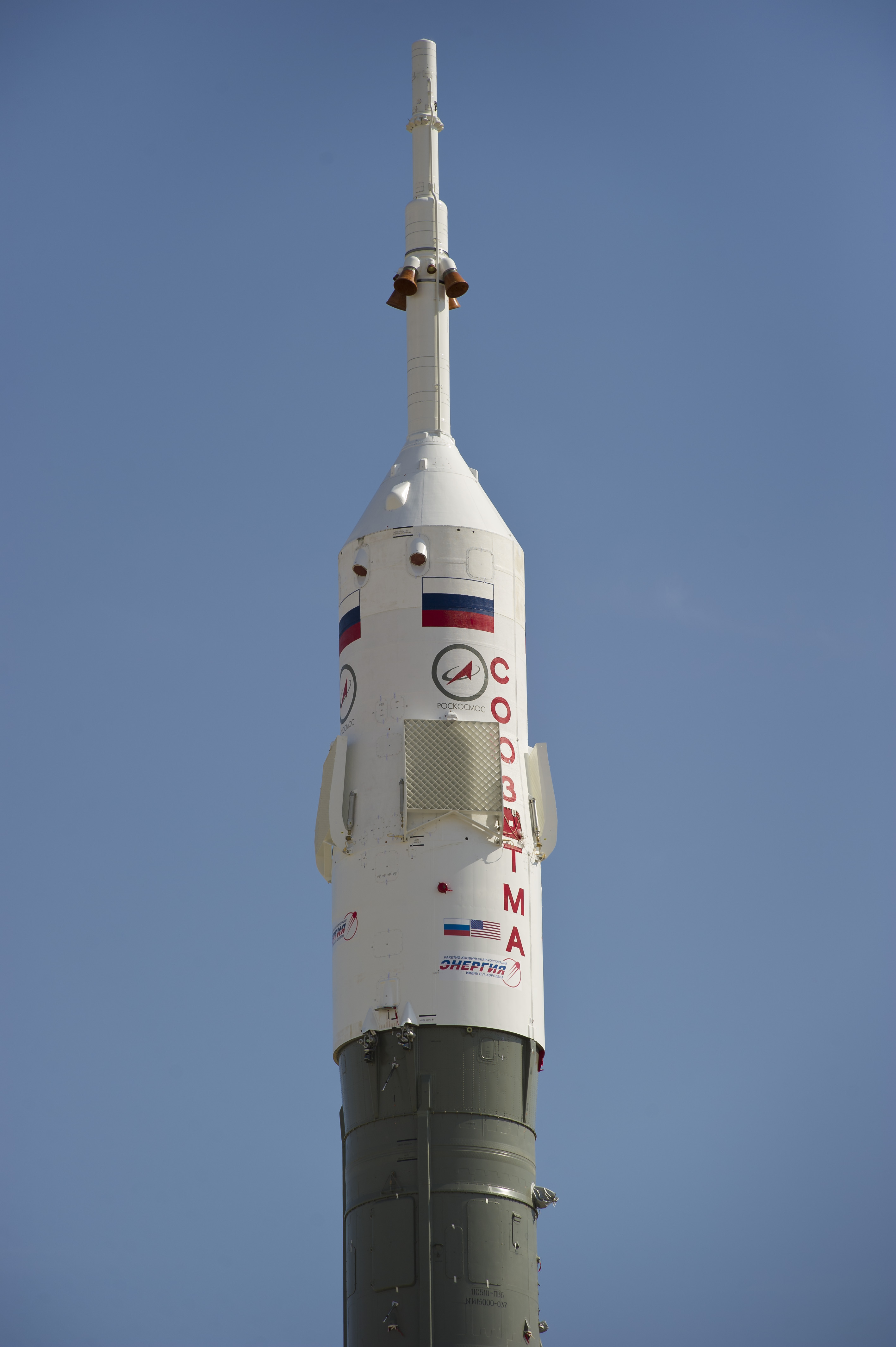
En blanc, le système d'abandon complet d'un vaisseau Soyouz, comprenant la coiffe, les ailerons de stabilisation (repliés) et la tour de sauvetage, en haut.

Au cours de sa carrière, Soyouz a subi trois abandons au lancement et un abandon en orbite. Tous les équipages ont survécu à cette expérience.

### Abandons au lancement
| Date de lancement | Mission       | Cause de la défaillance |
| ----------------- | ------------- | --- |
| 5 avril 1975      | Soyouz 18a    | Échec de la séparation du second étage avant la mise à feu du troisième étage. L'ordinateur de vol a détecté une déviation de la trajectoire initiale et a déclenché un abandon automatique, à T + 295 s. Comme la tour de sauvetage avait déjà été larguée, ce sont les moteurs du module de service qui ont été utilisés pour écarter la capsule du reste de la fusée,. |
| 26 septembre 1983 | Soyouz T-10-1 | La fusée a été victime d'un incendie sur le pas de tir, la tour de sauvetage a été mise à feu, éjectant le vaisseau spatial seulement deux secondes avant l'explosion de la fusée. De nos jours, il s'agit encore de l'unique abandon sur le pas de tir réussi de l'histoire de la conquête spatiale. |
| 11 octobre 2018   | Soyouz MS-10  | La fusée Soyouz-FG a été victime d'une défaillance pendant le largage de ses propulseurs d'appoint latéraux Bloc D à T + 117,8 s, lorsque l'un de ces éléments est revenu percuter l'étage central, endommageant au passage un de ses réservoirs et mettant hors d'état de fonctionnement le système RCS de la fusée. Le système de fusées intégré à la coiffe a séparé le vaisseau du reste de la fusée, la tour de sauvetage ayant déjà été larguée au moment de l'incident. La procédure a été déclenchée de manière totalement automatique par l'ordinateur de bord, lorsqu'il a détecté une perte de poussée sur le moteur principal et un écart de trajectoire important pendant le court laps de temps suivant l'incident. |

### Abandon en orbite
| Date de lancement | Mission   | Cause de la défaillance |
| ----------------- | --------- | --- |
| 10 avril 1979     | Soyouz 33 | Lors de l'arrimage du vaisseau avec la station spatiale Saliout 6, le système de rendez-vous automatique Igla a été victime d'une avarie moteur, empêchant l'amarrage entre le vaisseau et la station. Après plusieurs essais et une période de concertation entre les équipes au sol, il a été décidé d'abandonner la mission en utilisant les moteurs de secours du module de service du vaisseau Soyouz — les deux petites tuyères visibles sur les côtés du moteur principal — et d'entamer une rentrée balistique, |